# Taranis borealis
Taranis borealis är en snäckart som beskrevs av Bouchet och Waren 1980. Enligt Catalogue of Life ingår Taranis borealis i släktet Taranis och familjen kägelsnäckor, men enligt Dyntaxa är tillhörigheten istället släktet Taranis och familjen Turridae. Enligt den svenska rödlistan är arten otillräckligt studerad i Sverige. Arten förekommer i Götaland. Artens livsmiljö är havet. Inga underarter finns listade i Catalogue of Life.